# Mechové jezírko (Krkonoše)
Mechové jezírko je jezírko, které se nachází v moréně údolí Kotelského potoka pod Kotelními jámami v Krkonošském národním parku v okrese Semily v Krkonoších. Je to jediné ledovcové jezero na české straně Krkonoš. Leží 1 km severoseverozápadně od osady Dolní Mísečky. Je hrazené morénou. Jezírko má rozlohu 464 m². Dosahuje maximální hloubky přibližně 1,2 m, přičemž průměrná hloubka činí 0,56 m. Délka pobřeží je 115 m. Jezírko má trojúhelníkový tvar s maximální délkou 46,6 m a maximální šířkou 24 m. Leží v nadmořské výšce 944 m.

## Pobřeží
Okolí jezírka tvoří les tvořený převážně smrky.

## Vodní režim
Jezírko je zásobováno vodou z pramene v moréně na severním břehu. Z jihovýchodního konce odtéká levostranný přítok Kotelského potoka, který je přítokem Jizerky.

## Přístup
Jezírko leží nedaleko parkoviště v Dolních Mísečkách, volný přístup veřejnosti však vzhledem k ochraně přírody není povolen.

## Flóra a fauna
Silně zarůstá mechorosty (mech rašeliník – rašeliník Dusénův), podle něhož ho v roce 1979 pojmenoval Vlastimil Pilous. Na hladině roste hojně také hvězdoš jarní.